# 278-й гвардейский миномётный полк
278-й гвардейский миномётный полк — воинское подразделение Вооружённых сил СССР в Великой Отечественной войне.

## История
Полк сформирован путём преобразования 278-го миномётного полка 13.01.1945 года.
В составе действующей армии с 23.02.1945 по 11.05.1945 года.
- О боевом пути полка смотри статью 60-я гвардейская дивизионная артиллерийская бригада
- О боевом пути полка смотри статью 100-я гвардейская стрелковая дивизия

## Полное наименование
- 278-й гвардейский миномётный полк[2]

по некоторым данным был награждён орденом Отечественной войны
- 278-й гвардейский миномётный ордена Отечественной войны полк

## Подчинение
| Дата            | Фронт (округ)        | Армия                 | Корпус                             | Дивизия                              | Бригада                                             | Примечания |
| --------------- | -------------------- | --------------------- | ---------------------------------- | ------------------------------------ | --------------------------------------------------- | ---------- |
| 01.02.1945 года | -                    | -                     | -                                  | -                                    | -                                                   | нет данных |
| 01.03.1945 года | 2-й Украинский фронт | 9-я гвардейская армия | 39-й гвардейский стрелковый корпус | 100-я гвардейская стрелковая дивизия | 60-я гвардейская дивизионная артиллерийская бригада | [ 2 ]      |
| 01.04.1945 года | 3-й Украинский фронт | 9-я гвардейская армия | 39-й гвардейский стрелковый корпус | 100-я гвардейская стрелковая дивизия | 60-я гвардейская дивизионная артиллерийская бригада | -          |
| 01.05.1945 года | 3-й Украинский фронт | 9-я гвардейская армия | 39-й гвардейский стрелковый корпус | 100-я гвардейская стрелковая дивизия | 60-я гвардейская дивизионная артиллерийская бригада | -          |

## Командиры
- подполковник Козлов (1943), подполковник Итенберг Ефим Гиллерович (с 1944);
- начальники штаба: капитан Феклистов (до 8.1943), и. о. капитан Девоян (в 1.1944), майор Гольнев А. (с 8.1943);

Командиры дивизионов:
- ком-р 1-го д-на майор Гомазков Иван Петрович (1945);
- ком-р 2-го д-на майор Походзило Николай Иванович (1945); нш 2-го д-на ст. л-т Рипин Евсей Гринкелевич (1945);